# Real Madrid Castilla
Il Real Madrid Castilla Club de Fútbol, meglio noto come Real Madrid Castilla, o anche semplicemente come Castilla, è la seconda squadra del Real Madrid Club de Fútbol, società calcistica spagnola con sede nella città di Madrid. Milita in Primera Federación, la terza divisione del campionato spagnolo. 
Prima squadra filiale del Real Madrid, gioca le partite casalinghe nello stadio Alfredo Di Stéfano (105 m × 68 m), situato nella Ciudad Real Madrid a Valdebebas, vicino all'aeroporto di Madrid-Barajas, inaugurato il 9 maggio 2006 e dotato di 9 000 posti tutti a sedere.

## Storia
Il club fu fondato nel 1930 con il nome di Plus Ultra, per poi diventare Castilla nel 1972. Nel 2005, per festeggiare il ritorno nella Segunda División, recuperò il nome utilizzato dal 1972 al 1991, quando la Federazione Spagnola impose la modifica dei nomi delle squadre filiali. Il Castilla aveva uno scudo proprio ma non venne recuperato, e per questo utilizza quello della prima squadra. Nella stagione 1979-1980 il Castilla fu vicecampione della Copa del Rey dopo aver perso una storica finale contro la prima squadra del Real Madrid nello stadio Santiago Bernabéu.
Il risultato fu uno schiacciante 6-1, ma il Castilla nel corso della competizione aveva eliminato compagini come l'Extremadura, l'Alcorcón, il Racing Santander e squadre all'epoca in Primera División come l'Hércules, l'Athletic Bilbao e la Real Sociedad, che quell'anno giunse seconda in campionato e avrebbe vinto i due successivi. In semifinale sconfisse lo Sporting Gijón con un sonoro 4-0 nella partita casalinga di ritorno, dopo aver perso 2-0 all'andata. L'anno seguente la squadra, dopo la finale conquistata nella coppa nazionale, partecipò alla Coppa delle Coppe venendo subito eliminata al primo turno dagli inglesi del West Ham United i quali persero 3-1 al Bernabéu per poi dilagare 5-1 nel ritorno in casa, anche se al 90' minuto il risultato era ancora di 3-1.
Negli anni successivi il Castilla arrivò a conquistare un campionato di Segunda División (1983-84), senza però poter ottenere la promozione per la presenza del Real Madrid in "Primera División". Nella stagione 2004-05 viene promosso in Segunda dopo 14 anni di assenza, ottenendo la salvezza nella stagione successiva. Nella stagione 2012-2013, al ritorno nella seconda serie dopo cinque anni di assenza, chiude il campionato all'ottavo posto (risultando così come la miglior squadra filiale di Spagna) e il miglior attacco della categoria (ben 80 reti all'attivo).

## Statistiche
- Stagioni in Segunda División: 30
- Stagione in Segunda División B: 10
- Stagioni in Tercera División: 20
- Miglior piazzamento in Segunda División: 1º (Segunda División 1983-84)
- Peggior piazzamento in Segunda División: 18º (Segunda División 1989-90 e 1996-97)

## Palmarès

### Competizioni nazionali
- Segunda División: 1

1983-1984
- Tercera División: 6

1948-1949, 1954-1955, 1956-1957, 1963-1964, 1965-1966, 1967-1968

### Altri piazzamenti
- Coppa di Spagna:

Finalista: 1979-1980
- Segunda División:

Terzo posto: 1949-1950 (gruppo II), 1987-1988
- Segunda División B:

Secondo posto: 1977-1978 (gruppo I), 1997-1998 (gruppo I), 2003-2004 (gruppo II)
Terzo posto: 1998-1999 (gruppo I), 2010-2011 (gruppo I)
- Tercera División:

Secondo posto: 1966-1967
Terzo posto: 1953-1954, 1964-1965, 1968-1969, 1969-1970

## Organico

### Rosa 2023-2024
Aggiornata al 28 marzo 2024.
| N. |                      | Ruolo | Calciatore       |
| -- | -------------------- | ----- | ---------------- |
| 1  | Spagna (bandiera)    | P     | Lucas Cañizares  |
| 2  | Brasile (bandiera)   | D     | Vinícius Tobias  |
| 3  | Spagna (bandiera)    | D     | Rafa Obrador     |
| 4  | Spagna (bandiera)    | D     | Álvaro Carrillo  |
| 5  | Spagna (bandiera)    | D     | Marvel           |
| 6  | Spagna (bandiera)    | C     | Mario Martín     |
| 7  | Spagna (bandiera)    | A     | Noel López       |
| 8  | Spagna (bandiera)    | C     | Théo Zidane      |
| 9  | Uruguay (bandiera)   | A     | Álvaro Rodríguez |
| 10 | Argentina (bandiera) | C     | Nico Paz         |
| 13 | Spagna (bandiera)    | P     | Diego Piñeiro    |
| 14 | Spagna (bandiera)    | C     | David González   |

| N. |                            | Ruolo | Calciatore       |
| -- | -------------------------- | ----- | ---------------- |
| 15 | Rep. Dominicana (bandiera) | D     | Edgar Pujol      |
| 16 | Spagna (bandiera)          | C     | Raúl Asencio     |
| 17 | Spagna (bandiera)          | C     | Gonzalo García   |
| 19 | Spagna (bandiera)          | D     | Lorenzo Aguado   |
| 20 | Spagna (bandiera)          | D     | Manuel Ángel     |
| 21 | Porto Rico (bandiera)      | C     | Jeremy de León   |
| 22 | Spagna (bandiera)          | C     | César Palacios   |
| 23 | Spagna (bandiera)          | C     | Víctor Muñoz     |
| 24 | Spagna (bandiera)          | P     | Mario de Luis    |
| 29 | Spagna (bandiera)          | C     | Esteban Aparicio |
| 33 | Spagna (bandiera)          | D     | Kike Ribes       |
| 39 | Spagna (bandiera)          | D     | David Cuenca     |

## Stagioni passate
- 1980-1981
- 2012-2013
- 2014-2015